# アブー・ハッターブ・アサディー
アブー・ハッターブ・アサディー（ABU’L-ḴAṬṬĀB MOḤAMMAD B. ABĪ ZAYNAB MEQLĀS AL-AJDAʿ AL-ASADĪ; ?-755年又は762年）は、8世紀の極端派シーアの代表的な人物。シーア派イマームのジャアファル・サーディクの同時代人で（#生涯）、ジャアファルを神格化する主張を唱えたとされる（#ハッターブ派）。

## 情報源
バーナード・ルイスによると、アブー・ハッターブの伝記的情報については、後世の十二イマーム派の学者が書いた文献が最も情報豊富である。たとえば、カッシーの Ma'rifat al-Rijal　とナウバフティーの Firaq al-shi'a がある。イスマーイール派の観点からは、カーディー・ヌウマーンの Da'a'im al-Islam に彼の思想に関する情報がある。ヌサイリー派の文献、Majmu'- al-A'yad にも情報がある。
ハッターブ派の思想については、アシュアリーやシャフラスターニーが記述している。いずれも同時代史料ではないうえに、アブー・ハッターブないしハッターブ派を否定して自派の教説を明確化するという文脈における記述であるため、虚偽や誇張が含まれている可能性がある。

## 生涯
主に十二イマーム派の学者が伝えるところによると、アブー・ハッターブはクーファの人で、ジャアファル・サーディクの側近であった。しかし、誤った考えに陥ったため、ジャアファルから絶縁を言い渡された。その後、マディーナを去ってクーファに戻り、独自のダァワ（召集、教宣、教派宣伝）を続けた。自分の支持者70人とモスクに集まっていたところを、アッバース朝のクーファ総督イーサー・ブン・ムーサーの命令で襲撃され、抵抗の末、逮捕された。イーサー・ブン・ムーサーはアブー・ハッターブを尋問したのち、ユーフラテス川沿いのダールル・リズクという刑場でアブー・ハッターブを含む彼らハッタービーヤを処刑した。アブー・ハッターブとその支持者らの首は、バグダードのカリフ・マンスールのもとに送られ、バグダードの城門で3日間晒された。
各々の事件があった時期については明確な特定ができない。カッシーが引用する会話の内容に基づくと、処刑の年はヒジュラ暦138年（755年）のようであるが、20世紀前半の東洋学者イワノフによる検証によればヒジュラ暦145年（762年）ごろである。ジャアファル・サーディクがアブー・ハッターブとの絶縁を宣言したのは、遅くとも748年か、それより前の時点である。
アブー・ハッターブの名前は、より詳しくは、アブー・ハッターブ・ムハンマド・ブン・アビー・ザイナブ・ミクラース・アジュダァ・アサディーと伝わる。カッシーによると父親はミクラース・ブン・アビー・ハッターブといい、アブー・ハッターブ自身は自分のクンヤをアブー・イスマーイール、アブー・ズブヤーンと呼んでいたという。「アサディー」のニスバがあるため、アラブ部族バヌー・アサドの庇護下に置かれたマウラーのペルシア人であったと推定される。アブー・ハッターブがジャアファルの側近になる前の事績については、まったく情報がない。
ヌサイリー派文献は、アブー・ハッターブがジャアファル・サーディクから人類へのダァワの呼び掛けを任命されたと考え、その日付をズルヒッジャ月11日と伝える。また、アブー・ハッターブがダールル・リズクでダァワを呼び掛けた日をムハッラム月10日と11日と伝える。そのうえでヌサイリー派は、この3日を記念日とする。

## ハッターブ派
「ハッタービーヤ（ハッターブ派）」と呼ばれる者たちは、ジャアファル・サーディクがアブー・ハッターブに絶縁を宣言したのちもアブー・ハッターブに従った者たちのことである。ハッターブ派がどのような主張をしていたのか、情報源同士で内容が食い違うが、どの分派学書も彼らがイマームを神格化していたことに言及する。
アシュアリーによるとハッターブ派は、いつの時代も「語る預言者」と「沈黙する預言者」がいると考えた。預言者ムハンマドの時代であれば、ムハンマドが前者、アリーが後者である。ハッターブ派の同時代においては、「語る預言者」がジャアファル・サーディクであり、「沈黙する預言者」がアブー・ハッターブである。また、ジャアファルを含め各イマームが神である。同様に、アブー・ハッターブも神である。以上のアシュアリーによる説明に反し、イスマーイール派文献にはハッターブ派がアブー・ハッターブを神格化していたという説明が見つからず、ハッターブ派によれば彼はイマームと考えられていたと伝える。
アシュアリーによるとハッターブ派は、神がアダムに息を吹き込むというクルアーン中の章句を根拠にイマームの身体の中に神霊ないし神的光が内在していると考えていたという。ウィルファード・マーデルングは、ハッターブ派を萌芽期のイスマーイール派と同一視するイマーム派文献がある点に注視する必要があると言う。それらイマーム派文献によると、アブー・ハッターブが殺されたあと、相当数のハッターブ派がムハンマド・ブン・イスマーイール・ブン・ジャアファルをイマームとするグループに合流したが、彼らはその際、ジャアファルからアブー・ハッターブへ譲られた神霊がアブー・ハッターブの死によってムハンマドに受け継がれたと主張したという。
ハッターブ派の主張はのちに、ファーティマ朝系イスマーイール派からも十二イマーム派からも「異端」として退けられていくことになる。